# Teso

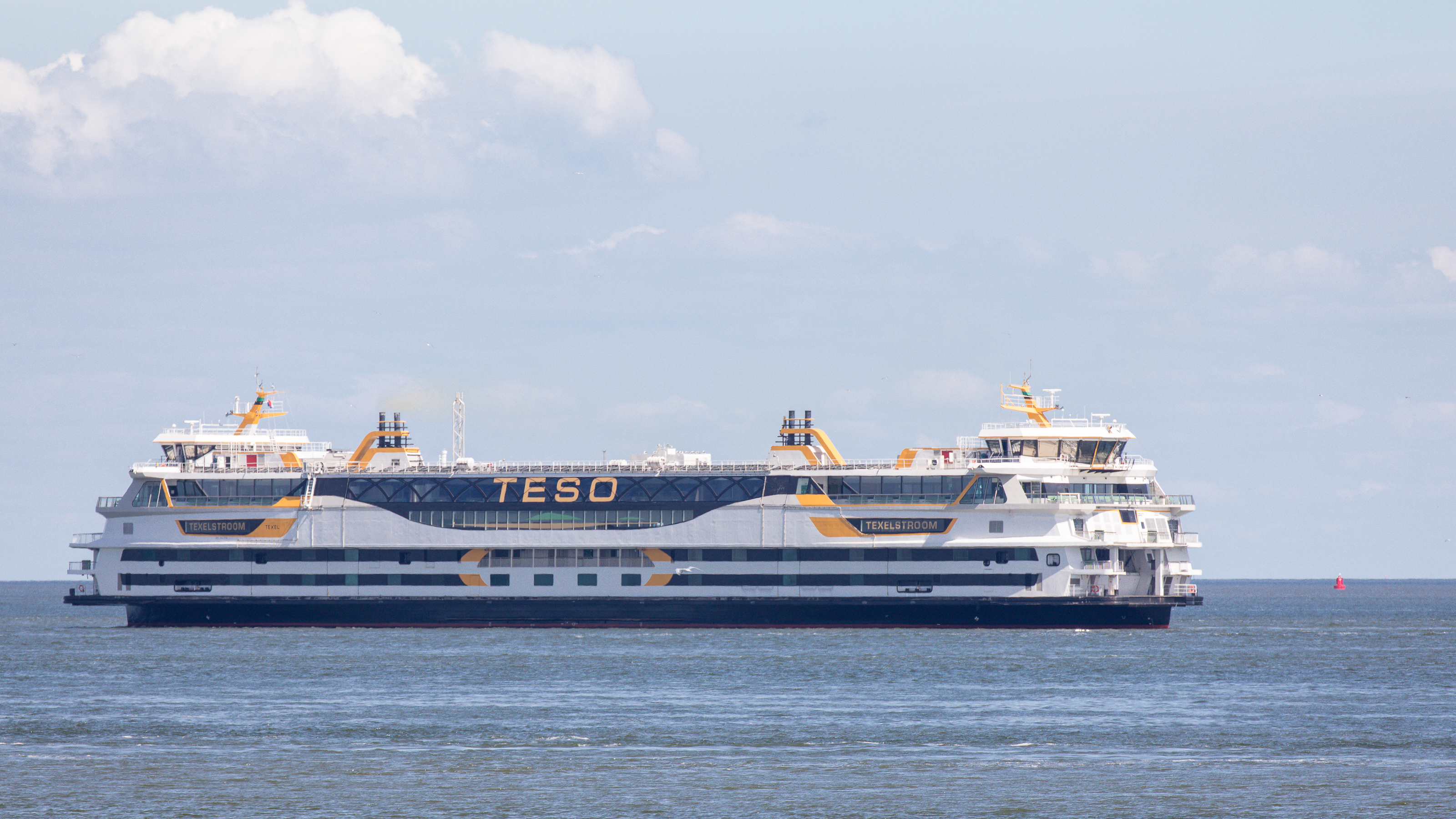
Fähre Texelstroom (Bj. 2016) vor t’Horntje, 2017

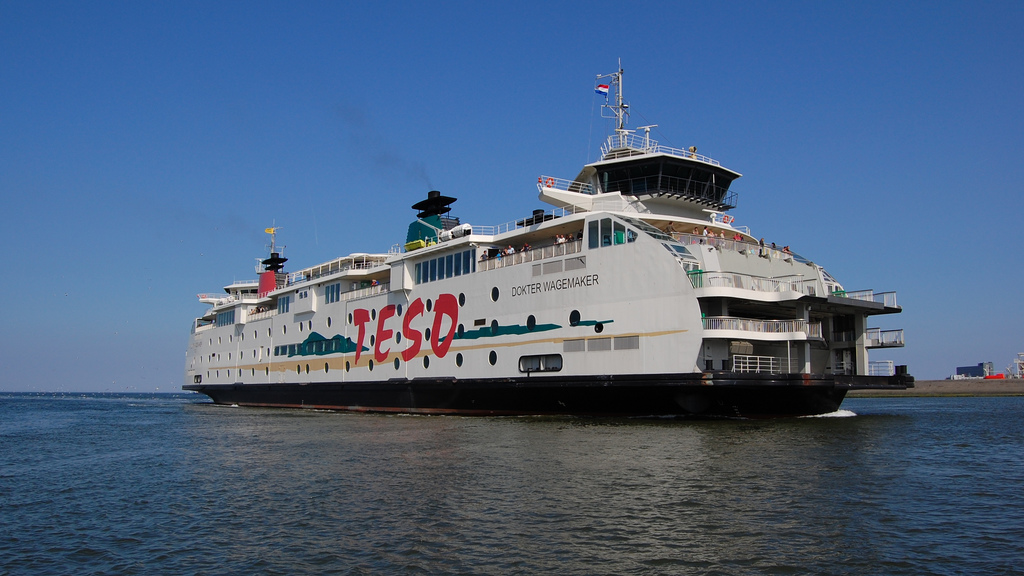
Fähre Dokter Wagemaker, 2008

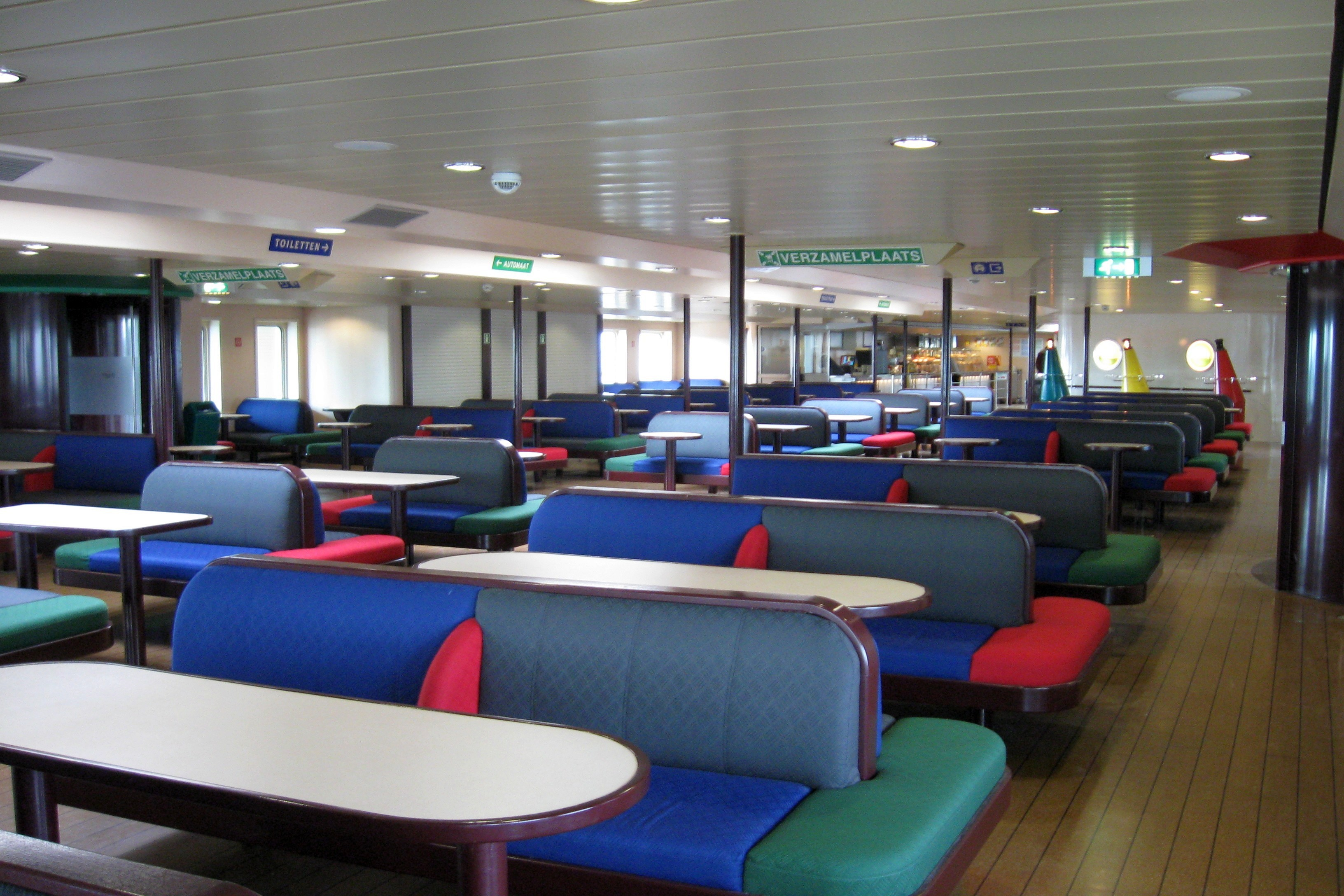
Interieur der Dokter Wagemaker

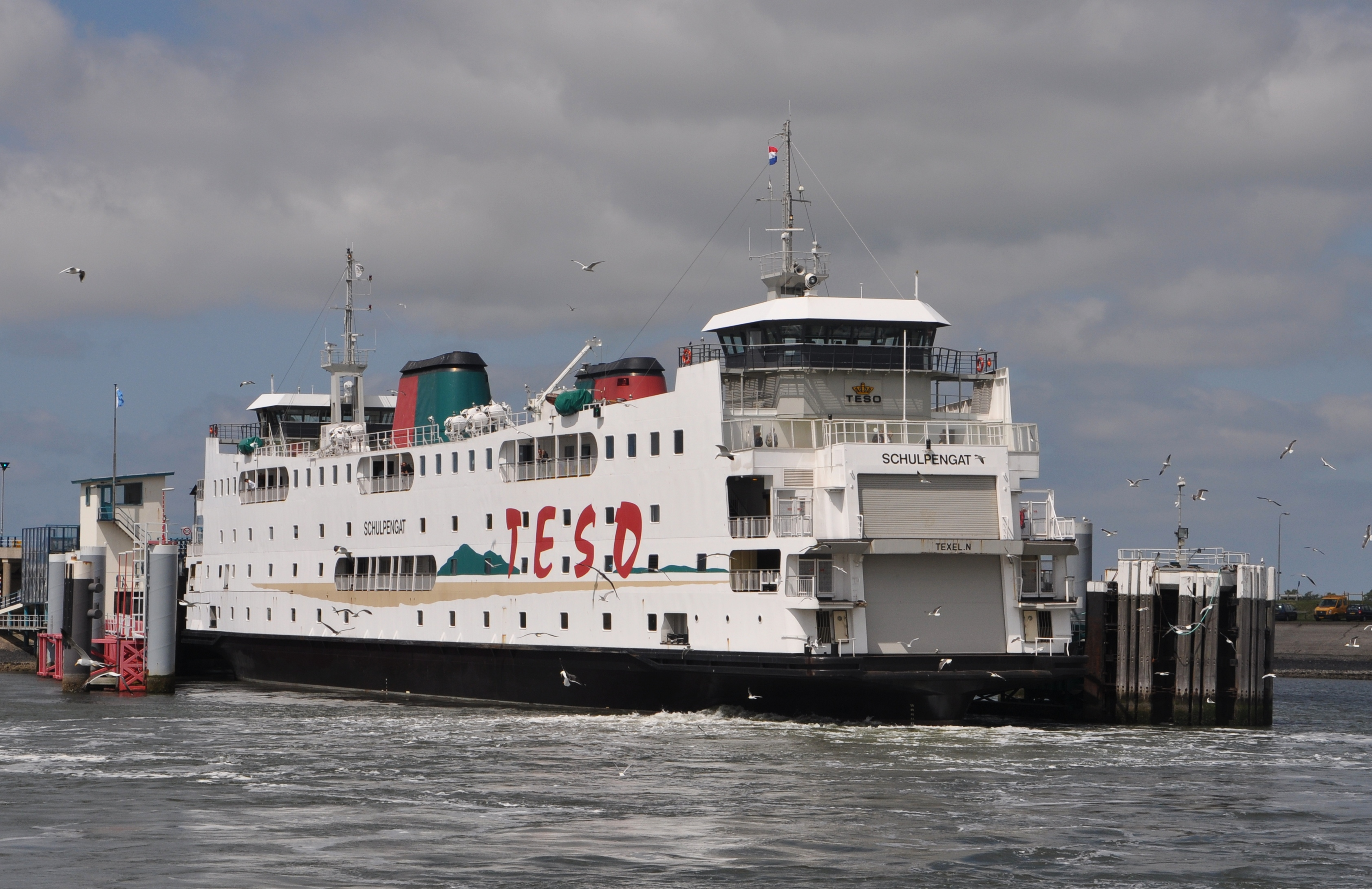
Fähre Schulpengat im Hafen auf Texel, 2011

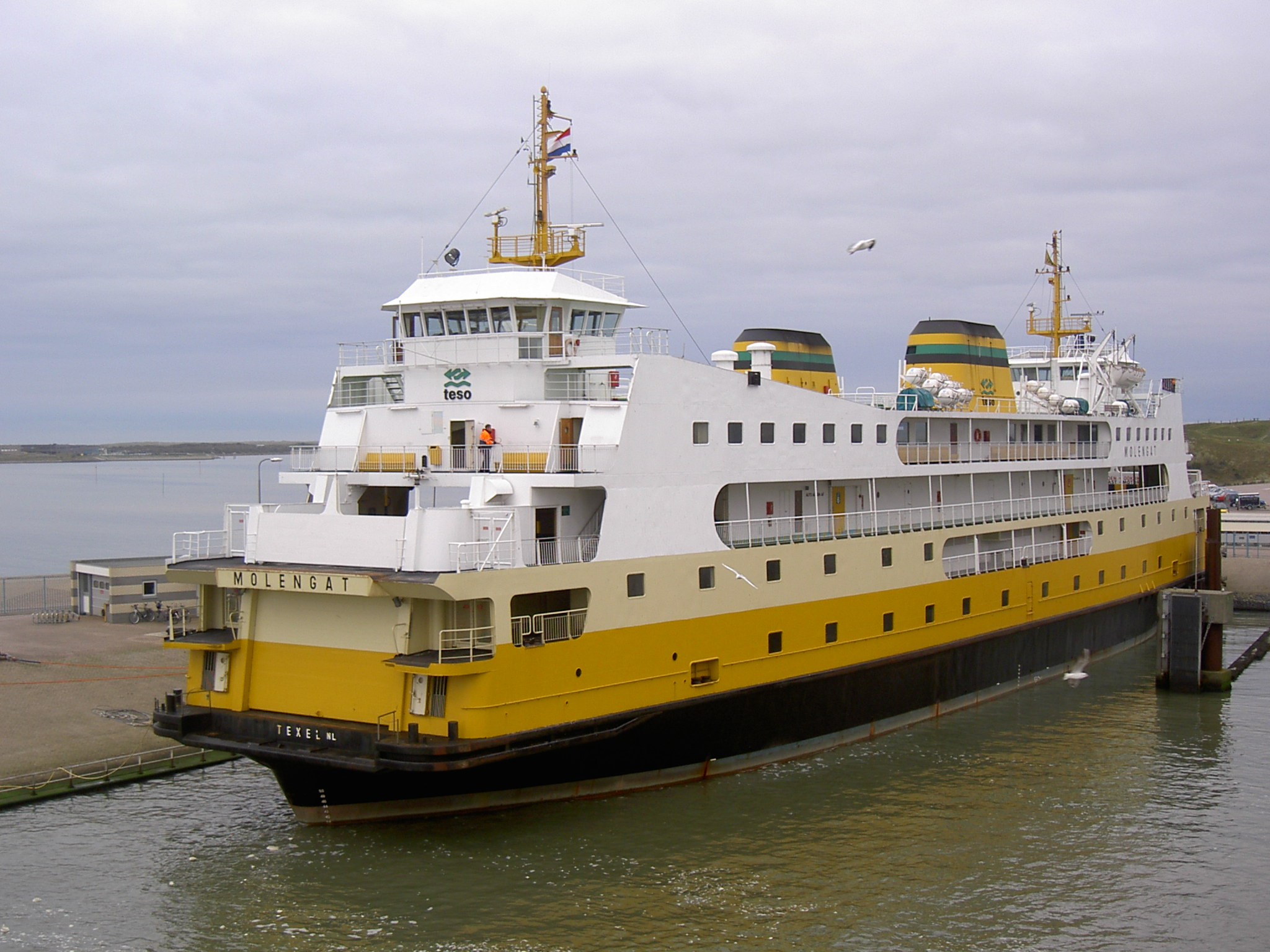
Fähre Molengat, 2004

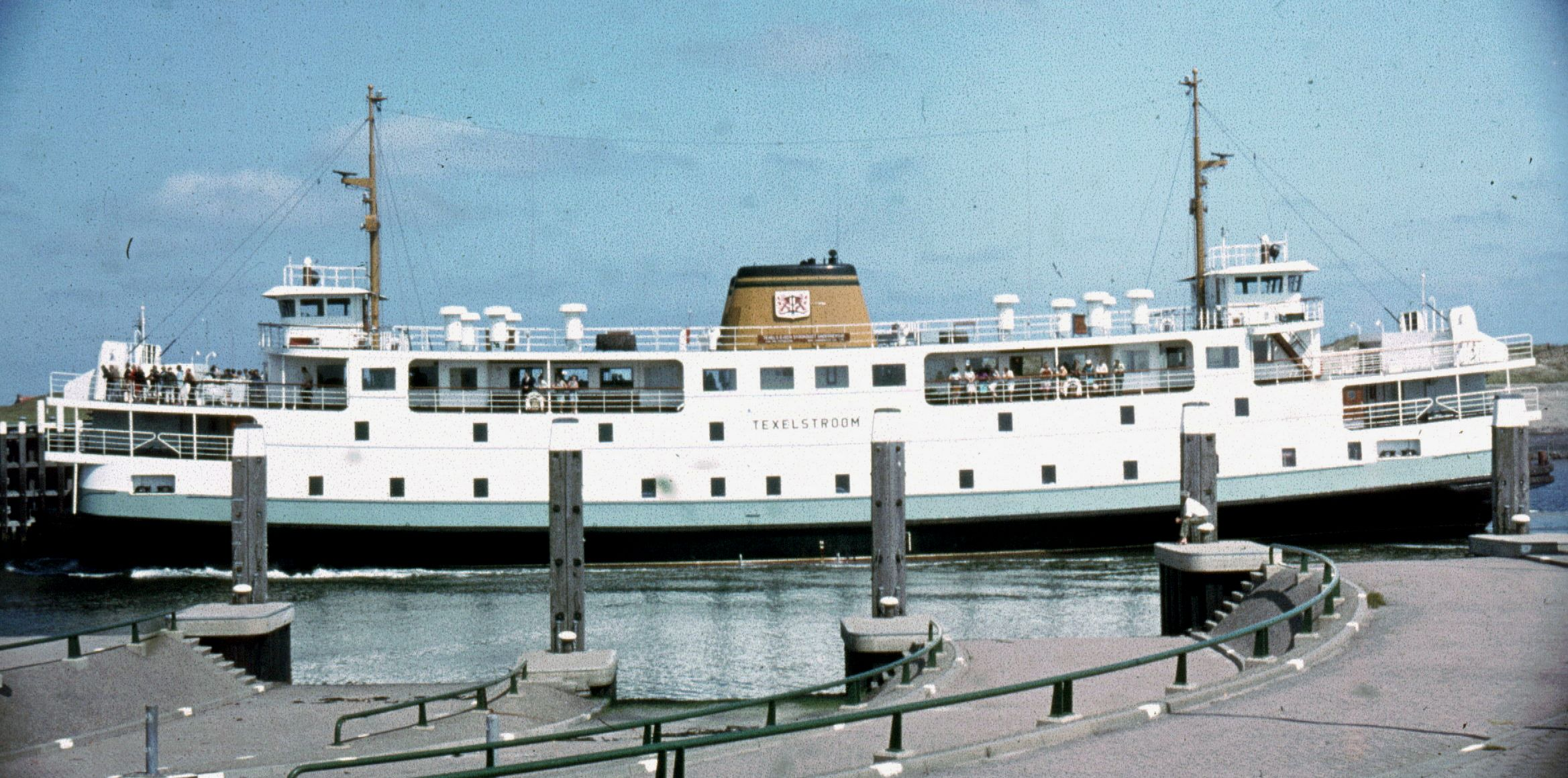
Die alte Texelstroom (Bj. 1966) im Hafen 't Horntje auf Texel, 1968

Die TESO (N.V. Texels Eigen Stoomboot Onderneming) betreibt Fähren für Passagiere und Kraftfahrzeuge zwischen dem nordholländischen Hafen Den Helder und der Insel Texel. Die Passage dauert circa 20 Minuten zwischen beiden Häfen. Derzeit sind zwei Schiffe im Einsatz, die Texelstroom und die Dokter Wagemaker. Je nach Saison gibt es in jede Richtung stündliche oder halbstündliche Fahrten.

## Geschichte
Um den Bewohnern eine bessere Anbindung an das Festland zu ermöglichen und den beginnenden Tourismus auch in Richtung Texel zu steuern, wurde 1907 eine Fährgesellschaft gegründet und am 22. Januar 1908 als N.V. eingetragen.

## Häfen
Von 1907 bis in die 1960er Jahre hinein wurde Oudeschild auf der Ostseite der Insel als Fährhafen benutzt. Heute wird Oudeschild fast ausschließlich als Fischereihafen und Anlegestelle für Privatboote benutzt.
Um die Passagen zu verkürzen, wurde in den 1960er Jahren in ’t Horntje an der Südspitze von Texel ein neuer Fährhafen gebaut. Seitdem legen die TESO-Schiffe hier an.

## Fähren
- De Dageraad (in Dienst 1908–1934)
- Ada van Holland (Baujahr 1878/79 | in Dienst 1907–1923)
- Marsdiep (1926 |1956)
- Koningin Wilhelmina (1927 | 1960–1967)
- Dokter Wagemaker (1934 | 1963)
- Zeemeeuw (1936 | 1936–1947)
- Dokter Wagemaker (überarbeitetes Schiff) (1937 | 1952)
- Voorwaarts (Bj. 1937 | 1940–1967)
- De Dageraad (Bj. 1955 | in Dienst bis 1965)
- Marsdiep (Doppelendfähre für max. 750 Passagiere, Bj. 1963 | 1964–1991, verschrottet 2002)
- Texelstroom (Doppelendfähre für max. 750 Passagiere, Bj. 1966 | in Dienst bis 1991, verschrottet 2002)
- Molengat (Doppelendfähre für max. 1250 Passagiere, Bj. 1979/1980 | in Dienst bis 2006, Umbau 2008, verschrottet 2019)
- Schulpengat (Doppelendfähre für max. 1750 Passagiere, Bj. 1989/1990 | in Dienst bis Mai 2017, verschrottet 2018)
- Dokter Wagemaker (Doppelendfähre für max. 1750 Passagiere, Bj. 2004/2005 | in Dienst seit 2006)
- Texelstroom (Doppelendfähre für max. 1750 Passagiere, Bj. 2014/2016 | in Dienst seit September 2016)

## Fährzeiten
- ’t Horntje → Den Helder: stündlich von 6:00 Uhr bis 21:00 Uhr
- Den Helder → ’t Horntje: stündlich von 6:30 bis 21:30 Uhr
- An Sonn- und Feiertagen fährt die erste Fähre – je nach Saison – eine Stunde oder zwei Stunden später.
- Zu den Hauptreisezeiten fahren die Fähren im Halbstundentakt.